# Lipothrixviridae
Lipothrixviridae és una família de virus que infecten els organismes archaea. Comparteixen característiques amb la família Rudiviridae i tots dos infecten archaea termofílics del regne Crenarchaeota. Els Lipothrixviridae tenen embolcall.